# ناوگروه ضربت

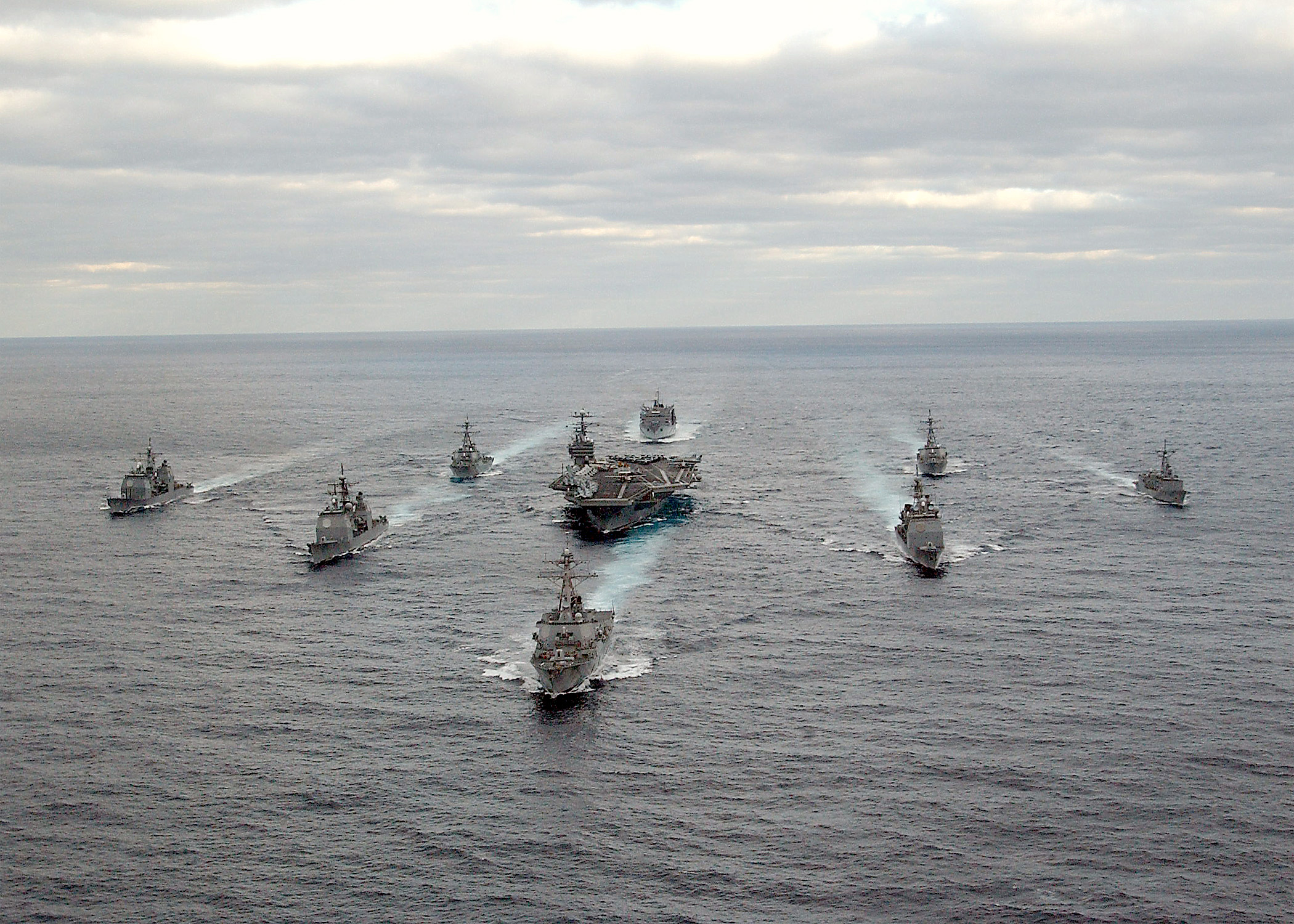
ناوهای نیروی دریایی ایالات متحده آمریکا متعلق به «ناوگروه ضربت یواس‌اس جورج واشینگتن (سی‌وی‌ان-۷۳)» در نوامبر ۲۰۰۳ در اقیانوس اطلس

ناوگروه ضربت (انگلیسی: Carrier strike group) یا به اختصار CSG، نوعی ناوگروه نبرد در نیروی دریایی ایالات متحده آمریکا است. این تشکیلات عملیاتی متشکل از تقریباً ۷۵۰۰ پرسنل، یک ناو هواپیمابر، دستکم یک رزم‌ناو، یک اسکادران ناوشکن متشکل از دستکم دو ناوشکن یا ناوچه و یک ناو حمل‌کننده واحدهای هوایی متشکل از ۶۵ تا ۷۰ هواپیما است. یک ناوگروه ضربت همچنین در مواردی شامل زیردریایی‌ها، کشتی‌های کمکی و یک کشتی تدارکات هم هست. فرمانده گروه ضربت ناو به‌طور عملیاتی به فرمانده یکی از ۷ ناوگان اصلی نیروی دریایی ایالات متحده آمریکا گزارش می‌دهد که مسئولیت عملیاتی منطقه آب‌هایی که گروه ضربت ناو در آن فعالیت می‌کند را بر عهده دارد.
ناوگروه ضربت یک بخش اصلی از قابلیت برنامه‌ریزی شدهٔ نیروهای ایالات متحده را تشکیل می‌دهند. یک اَبَـر ناو هواپیمابر آنچنان توانمند است که قدرت آتش کافی برای رقابت با نیروی هوایی کل کشورهای جهان را دارد. نام ناوگروه‌های ضربت معمولاً از نام کشتی پایگاه آن گرفته می‌شود مثلاً «ناوگروه ضربتِ یواس‌اس انترپرایز».
ایالات متحده آمریکا تا سال ۲۰۱۷ میلادی، ۱۰ ناوگروه ضربت فعال در نیروی دریایی خود داشت.
ناوگروه ضربت در نیروی‌های دریایی با هر شرایطی وفق پذیر است و می‌تواند در آب‌های بسته یا در اقیانوس باز، در طول روز و شب و در هر شرایط آب و هوایی فعالیت کند. نقش اصلی ناو حمل‌کننده واحدهای هوایی در ناوگروه ضربت، تأمین نیروی آتش تهاجمی اولیه است، در حالی که سایر کشتی‌ها، نقش دفاع و پشتیبانی دارند. با این حال، این نقش‌ها انحصاری نیستند. کشتی‌های دیگر در ناوگروه ضربت گاهی عملیات تهاجمی (مثلاً پرتاب موشک‌های کروز) انجام می‌دهند و حمل‌کننده واحدهای هوایی به دفاع گروه حمله (از طریق گشت‌های هوایی رزمی و اقدامات هوابرد ضد زیردریایی) کمک می‌کند؛ بنابراین، از منظر فرماندهی و کنترل، ناوگروه‌های ضربت بر اساس نوع مأموریت سازماندهی می‌شوند تا بر اساس بستر و زیرساخت اولیه.